# كالوس أغروس (دراما)
كالوس أغروس (Καλός Αγρός) هي مدينة في دراما في مقاطعة فوريا إلادا في اليونان.
يبلغ عدد سكانها حوالي 1219 نسمة.